# Эр-Рустак
Эр-Рустак (араб. ٱلرُّسْتَاق‎) — город в провинции Эль-Батина Султаната Оман, центр одноимённого вилайета. Расположен на юге провинции, в горах Западный Хаджар. Согласно переписи 2020 года, население 45 367 человек, не считая мигрантов.

## История
Во времена Сасанидской империи наместником Эр-Рустака был персидский марзбан. Соседние районы Дибба и Туввам, которые сегодня Оман делит с Объединенными Арабскими Эмиратами, облагались налогом Аль-Джуландой и были в подчинении сасанидов.
Во времена имама Насира бин Муршида аль-Йаруби Рустак был столицей Омана.

## Достопримечательности

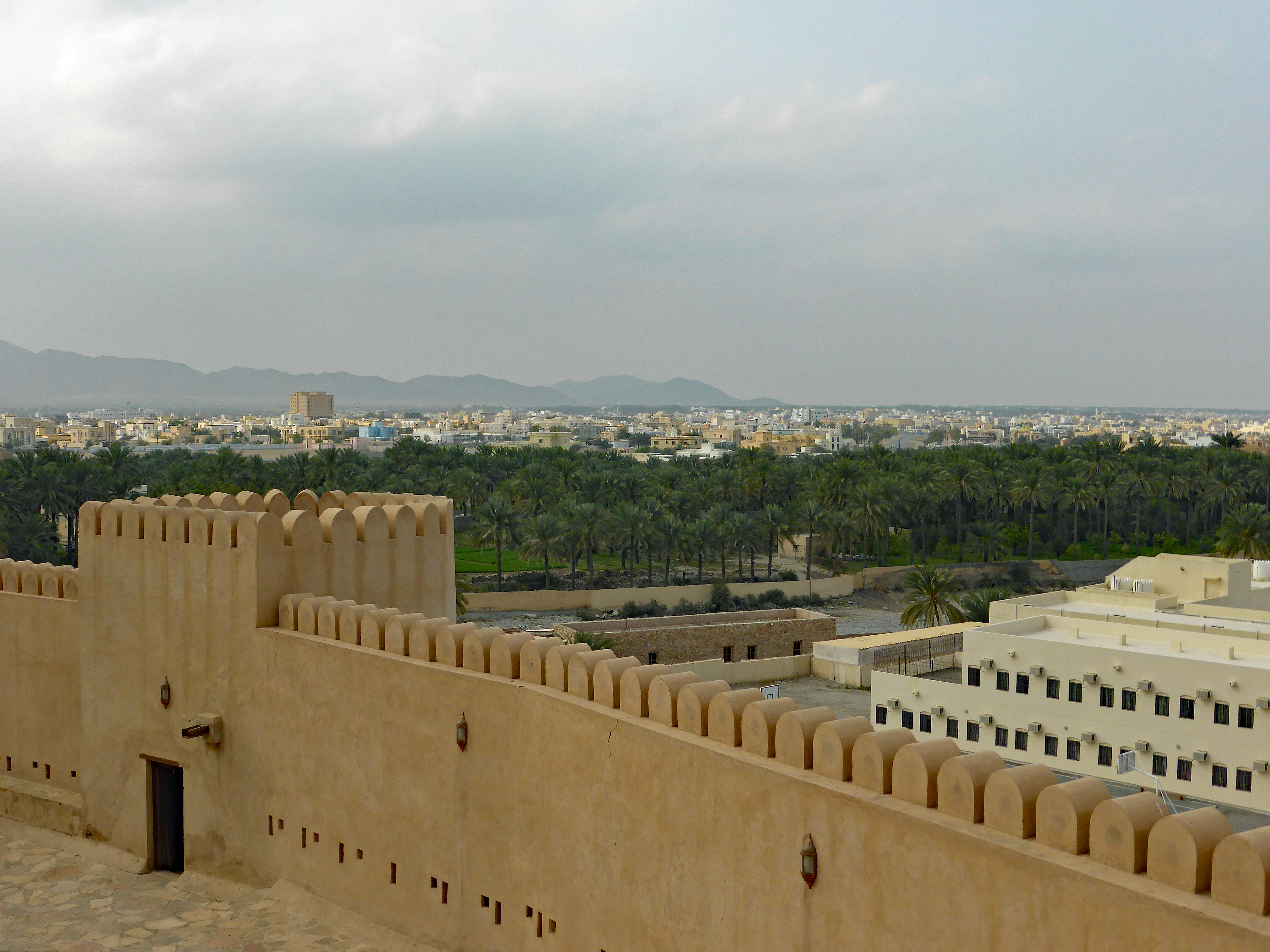
Форт Рустак

Форт Рустак представляет собой внушительное трехуровневое сооружение, содержащее отдельные дома, оружейную палату, мечеть и четыре башни. Самая высокая башня имеет высоту более 18,5 м и диаметр 6 м. Дата первоначального строительства неизвестна, и считается, что его первое здание было построено персами за четыре века до ислама, во время правления Хосрова Ану Шервана ибн Кубада. Позднее форт был перестроен на персидских руинах и принял современный вид около 1250 года.
Форт Хазм является выдающимся образцом исламской архитектуры Омана, он был построен в 1711 году. Крышу форта подпирают колонны, она не имеет деревянных опор. Стены форта имеют толщину не менее 3 м.
В Эр-Рустаке сохранились исторические мечети, в том числе мечеть Аль-Баяда, мечеть Басра и мечеть Касра.
Эр-Рустак — это место целебных теплых источников, самым известным из которых является Айн-аль-Касафа. Его вода имеет температуру 45 °C и считается средством от ревматизма и кожных заболеваний из-за содержания серы.
Кроме того, город окружают живописные горы, вади и фруктовые сады.

## Экономика
Развиты традиционные ремёсла, садоводство, овощеводство и пчеловодство. Эр-Рустак известен производством халвы, которую приезжают покупать из других регионов Омана. Также городские ремесленники производят традиционные оманские мечи ханджары. Дубление кожи также является одним из ремёсел в Эр-Рустаке.
Распространено выращивание финиковой пальмы, оливок, манго, бананов, папайи. Сезонные урожаи таких культур как кукуруза, ячмень, лук и чеснок.